# Marek Schuster
Marek Schuster (* 1. října 1993 Havířov) je český reprezentant v orientačním běhu. Mezi jeho největší úspěchy patří třetí místo ze štafet na juniorském mistrovství světa 2011 v polském Wejherowu a především první místo o dva roky později ve stejné disciplíně na domácím juniorském šampionátu 2013, který se konal v Hradci Králové. Od roku 2017 běhá za český klub SK Severka Šumperk, dříve reprezentoval v barvách klubu POBO Opava. Ve Skandinávii reprezentuje švédský klub OK PAN Kristianstad.

## Sportovní kariéra

### Umístění na MS a ME
| Přehled úspěchů na Mistrovství světa juniorů | Přehled úspěchů na Mistrovství světa juniorů | Přehled úspěchů na Mistrovství světa juniorů | Přehled úspěchů na Mistrovství světa juniorů | Přehled úspěchů na Mistrovství světa juniorů |
| Mistrovství světa juniorů                    | Sprint                                       | Middle                                       | Long                                         | Štafety                                      |
| -------------------------------------------- | -------------------------------------------- | -------------------------------------------- | -------------------------------------------- | -------------------------------------------- |
| Wejherowo 2011                               | 28. místo                                    | 25. místo                                    | 38. místo                                    | 3. místo                                     |
| Košice 2012                                  | 39. místo                                    | 23. místo                                    | X                                            | X                                            |
| Hradec Králové 2013                          | DSQ                                          | 9. místo                                     | 56. místo                                    | 1. místo                                     |

| Přehled úspěchů na Mistrovství Evropy dorostu | Přehled úspěchů na Mistrovství Evropy dorostu | Přehled úspěchů na Mistrovství Evropy dorostu | Přehled úspěchů na Mistrovství Evropy dorostu |
| Mistrovství Evropy dorostu                    | Sprint                                        | Long                                          | Štafety                                       |
| --------------------------------------------- | --------------------------------------------- | --------------------------------------------- | --------------------------------------------- |
| Kopaonik 2009                                 | X                                             | 77. místo                                     | 1. místo                                      |
| Soria 2010                                    | 1. místo                                      | 7. místo                                      | 6. místo                                      |

### Umístění na MČR
| Umístění na Mistrovství České republiky v orientačním běhu | Umístění na Mistrovství České republiky v orientačním běhu | Umístění na Mistrovství České republiky v orientačním běhu | Umístění na Mistrovství České republiky v orientačním běhu | Umístění na Mistrovství České republiky v orientačním běhu | Umístění na Mistrovství České republiky v orientačním běhu | Umístění na Mistrovství České republiky v orientačním běhu | Umístění na Mistrovství České republiky v orientačním běhu | Umístění na Mistrovství České republiky v orientačním běhu | Umístění na Mistrovství České republiky v orientačním běhu | Umístění na Mistrovství České republiky v orientačním běhu | Umístění na Mistrovství České republiky v orientačním běhu |
| Ročník                                                     | Kategorie                                                  | Klasická                                                   | Krátká                                                     | Sprint                                                     | Dlouhá                                                     | Noční                                                      | Ranking                                                    | Členství v klubu                                           | Štafety                                                    | Kluby                                                      | Sprint. štafety                                            |
| ---------------------------------------------------------- | ---------------------------------------------------------- | ---------------------------------------------------------- | ---------------------------------------------------------- | ---------------------------------------------------------- | ---------------------------------------------------------- | ---------------------------------------------------------- | ---------------------------------------------------------- | ---------------------------------------------------------- | ---------------------------------------------------------- | ---------------------------------------------------------- | ---------------------------------------------------------- |
| MČR 2007                                                   | H16 – mladší dorostenci                                    | 28. místo                                                  | 34. místo                                                  |                                                            |                                                            | 28. místo                                                  |                                                            | Orientační Běh Opava                                       |                                                            |                                                            |                                                            |
| MČR 2007                                                   | H18 – starší dorostenci                                    |                                                            |                                                            |                                                            |                                                            |                                                            |                                                            | Orientační Běh Opava                                       | 13. místo                                                  |                                                            |                                                            |
| MČR 2008                                                   | H16 – mladší dorostenci                                    | 6. místo                                                   | 9. místo                                                   | 3. místo                                                   |                                                            | 8. místo                                                   | 599. místo                                                 | Orientační Běh Opava                                       |                                                            |                                                            |                                                            |
| MČR 2008                                                   | H18 – starší dorostenci                                    |                                                            |                                                            |                                                            |                                                            |                                                            |                                                            | Orientační Běh Opava                                       | 17. místo                                                  |                                                            |                                                            |
| MČR 2009                                                   | H16 – mladší dorostenci                                    | 3. místo                                                   | 1. místo                                                   | 3. místo                                                   |                                                            | 7. místo                                                   | 589. místo                                                 | Orientační Běh Opava                                       |                                                            |                                                            |                                                            |
| MČR 2009                                                   | H18 – starší dorostenci                                    |                                                            |                                                            |                                                            | 20. místo                                                  |                                                            |                                                            | Orientační Běh Opava                                       | 2. místo                                                   | 8. místo                                                   |                                                            |
| MČR 2010                                                   | H18 – starší dorostenci                                    | 23. místo                                                  | 2. místo                                                   | 2. místo                                                   |                                                            | 6. místo                                                   | 81. místo                                                  | Orientační Běh Opava                                       | 2. místo                                                   | 3. místo                                                   |                                                            |
| MČR 2011                                                   | H18 – starší dorostenci                                    | 4. místo                                                   | 8. místo                                                   | 1. místo                                                   |                                                            | 2. místo                                                   | 85. místo                                                  | Orientační Běh Opava                                       | 1. místo                                                   | 7. místo                                                   |                                                            |
| MČR 2012                                                   | H20 – junioři                                              | 14. místo                                                  | disk                                                       | 1. místo                                                   |                                                            | 56. místo                                                  | Orientační Běh Opava                                       |                                                            |                                                            |                                                            |                                                            |
| MČR 2012                                                   | H21 – muži                                                 |                                                            |                                                            |                                                            |                                                            |                                                            | Orientační Běh Opava                                       |                                                            | 24. místo                                                  |                                                            |                                                            |
| MČR 2013                                                   | H20 – junioři                                              | 9. místo                                                   | disk                                                       | 4. místo                                                   | 4. místo                                                   | 29. místo                                                  | Orientační Běh Opava                                       |                                                            |                                                            |                                                            |                                                            |
| MČR 2013                                                   | H21 – muži                                                 |                                                            |                                                            |                                                            |                                                            |                                                            | Orientační Běh Opava                                       | 7. místo                                                   | 9. místo                                                   |                                                            |                                                            |
| MČR 2014                                                   | H21 – muži                                                 | 8. místo                                                   | 47. místo                                                  | 29. místo                                                  |                                                            | 18. místo                                                  | Orientační Běh Opava                                       | 3. místo                                                   | 20. místo                                                  | 5. místo                                                   |                                                            |
| MČR 2015                                                   | H21 – muži                                                 | 12. místo                                                  | 10. místo                                                  | 13. místo                                                  | 8. místo                                                   | 7. místo                                                   | Orientační Běh Opava                                       | 17. místo                                                  | 13. místo                                                  | 9. místo                                                   |                                                            |
| MČR 2016                                                   | H21 – muži                                                 | 14. místo                                                  | 63. místo                                                  | 17. místo                                                  |                                                            | 16. místo                                                  | Orientační Běh Opava                                       | 17. místo                                                  | 16. místo                                                  | 14. místo                                                  |                                                            |
| MČR 2017                                                   | H21 – muži                                                 | 13. místo                                                  | 14. místo                                                  | 13. místo                                                  | 25. místo                                                  | 16. místo                                                  | SK Severka Šumperk                                         | 4. místo                                                   | 17. místo                                                  |                                                            |                                                            |
| MČR 2018                                                   | H21 – muži                                                 |                                                            | 12. místo                                                  | 14. místo                                                  | 15. místo                                                  | 25. místo                                                  | SK Severka Šumperk                                         | 3. místo                                                   | 4. místo                                                   |                                                            |                                                            |
| MČR 2019                                                   | H21 – muži                                                 | 18. místo                                                  | 25. místo                                                  | 20. místo                                                  | 18. místo                                                  | 21. místo                                                  | SK Severka Šumperk                                         | 3. místo                                                   | disk                                                       |                                                            |                                                            |
| MČR 2020                                                   | H21 – muži                                                 | 19. místo                                                  | 20. místo                                                  | 11. místo                                                  |                                                            | 19. místo                                                  | SK Severka Šumperk                                         | 3. místo                                                   |                                                            | 3. místo                                                   |                                                            |